# Monika Opalińska
Monika Maria Opalińska – polska anglistka, specjalistka w zakresie badań nad językiem staroangielskim.

## Kariera naukowa
Ukończyła studia na Uniwersytecie Warszawskim. Dyplom magistra uzyskała w 1998. Stopień doktora nauk humanistycznych uzyskała na tej samej uczelni w 2002 (praca: Compensatory Lengthening, Velar Fricatives, and Hiatus in Old English, promotor: Jerzy Rubach). Habilitację obroniła również na UW w 2015 (praca: W rytmie poezji. Analiza późno-staroangielskich modlitw metrycznych). Pracuje w Zakładzie Języka Angielskiego na stanowisku adiunkta.

## Prace naukowe
Zawodowo zajmuje się językoznawstwem historycznym, fonetyką i fonologią języka angielskiego, jak również fonologią historyczną języków germańskich, historią języka angielskiego. Interesuje się najdawniejszą (aliteracyjną) metryką języków germańskich, literaturą średniowiecznej Anglii. Teoretycznie i praktycznie zajmuje się przekładem wczesnośredniowiecznej literatury angielskiej. Wydała dwa tomy tłumaczeń z literatury staroangielskiej, Sen o Krzyżu. Staroangielski poemat mistyczny (2007) i Pieśni szarej godziny. Elegie staroangielskie Kodeksu z Exeter (2013). Opublikowała również monografię To the Rhythm of Poetry. A Study of Late Old English Metrical Prayers (2014) i książkę Święty Ojcze, który mieszkasz w niebiosach... Staroangielskie parafrazy Modlitwy Pańskiej (2016). Prowadzi badania nad rękopisami.